# Toshiya Takagi
Toshiya Takagi (高木 利弥?, Takagi Toshiya; Fujisawa, 25 novembre 1992) è un ex calciatore giapponese, di ruolo difensore.

## Carriera
Ha giocato nella prima divisione giapponese.